# Giancarlo Vitolo
Giancarlo Vitolo (Roma, 29 agosto 1939 – Pisa, 26 novembre 2019) è stato un arbitro di pallacanestro italiano.

## Carriera
Ha diretto in Serie A maschile dal 1968 al 1989, per un totale di 524 gare. È stato arbitro internazionale dal 1970 al 1989, con circa 400 incontri diretti.
Ha preso parte ai Giochi della XXII Olimpiade di Mosca (1980), agli Europei 1983, ai Mondiali femminili del 1971 e 1979, agli Europei femminili del 1972.
Dal 2008 è stato membro dell'Italia Basket Hall of Fame.